# Daniel Ndo
Daniel Ndo, né le 25 mai 1947 à Ngomedzap, est un comédien et humoriste camerounais.

## Biographie

### Débuts
Il fait ses études primaires à l’école principale de Meiganga au Nord du Cameroun, puis il abandonne l’école alors qu’il est en classe de première. Il part ensuite en France où il suit un stage auprès d’Ambroise Mbia à Paris.

### Carrière
En décembre 1969, il est consacré au premier festival camerounais d’Art dramatique. En 1972, il crée sa propre troupe de théâtre. Ensuite, il entre à l’Institut National des sports, section animation populaire, d’où il sort animateur culturel en 1976. Il est affecté au centre de Jeunesse de Madagascar, un quartier de Yaoundé.

## Œuvres
Comédien et humoriste populaire, Daniel Ndo est connu au théâtre dans des pièces bouffonnes sous le surnom d'Oncle Otsama. Il a à son actif plusieurs sketches. Il joue aussi au cinéma en 2006 pour "L'Enfant peau rouge" de Gérard Essomba (Many Many Film, 2006), avec Patricia Balkalal, Blanche Billongo, ... On le retrouve la même année dans Confidences de Cyrille Masso (Cameroun, 2006) avec Essomba Eloundou, Clémentine Essono, Massan A Biroko, Thierry Ntamack (dans le rôle d'Anani), Patrice Minko alias Koppo (dans le rôle de Motto), Tatiana Matip (dans le rôle de Rita).
Il est passé derrière la caméra en 2005 avec "Dieu devant la barre (Sélection du Festival Écrans noirs 2008, Yaoundé)", avant de revenir en 2010 pour réaliser une série de cinq courts métrages: Veillée de contes traditionnels (60 min),.